# JSX (aerolínea)
JetSuiteX, Inc. (comúnmente conocida como JSX) es una aerolínea estadounidense con presencia en Estados Unidos y México que se describe como un servicio de "jet hop-on" que opera vuelos punto a punto entre Arizona, California, Colorado, Florida, Nevada, Nuevo México, Nueva York, Texas y Utah en Estados Unidos y Baja California Sur en México.
Para fines regulatorios, JSX se constituyó como operador público de vuelos chárter y no opera directamente aeronaves. JSX fleta un jet regional Embraer de 30 asientos operado por una subsidiaria y luego revende asientos en esa aeronave al público. Dado que los operadores chárter tienen requisitos de inspección de la TSA más bajos para los pasajeros, el acuerdo permite a JSX utilizar terminales de operador de base fija, ofreciendo a sus clientes una experiencia similar a la de un jet privado.
JSX opera aviones Embraer ERJ 135 y ERJ 145, cada uno reacondicionado con 30 asientos, sin compartimentos superiores y tomas de corriente en las filas.

## Destinos

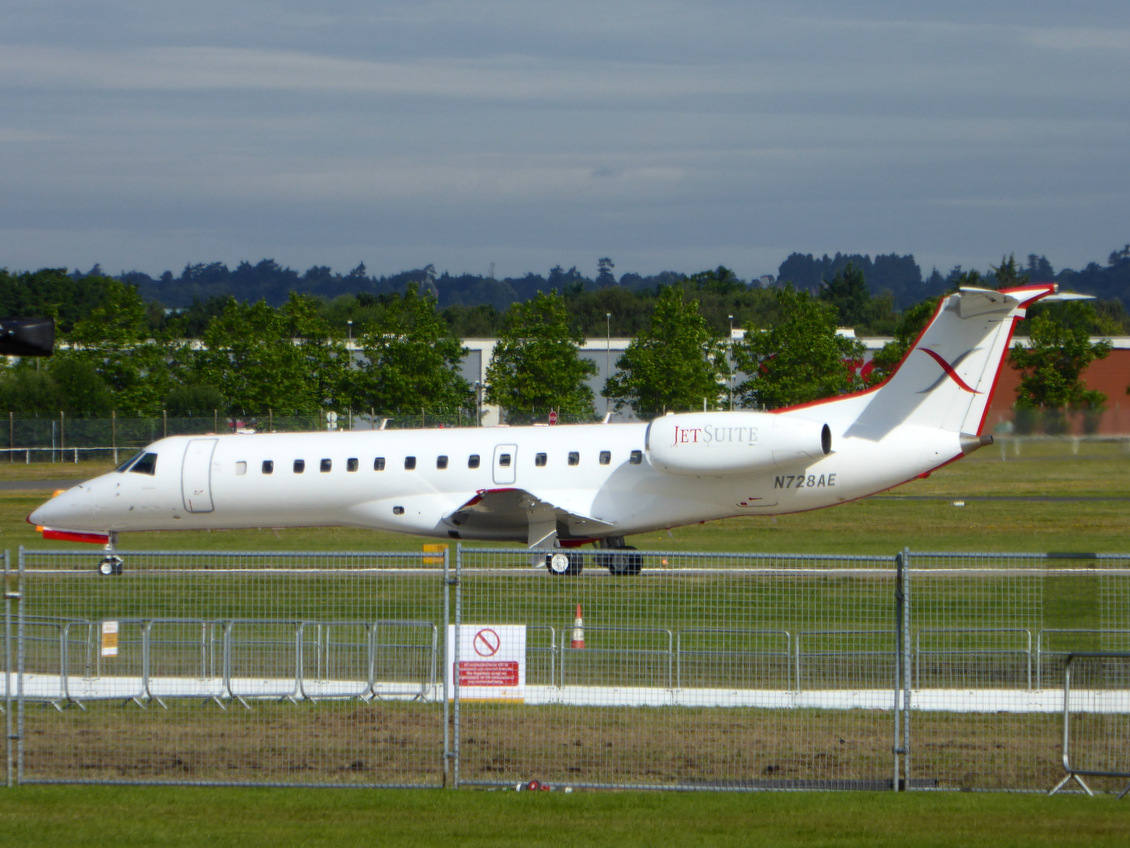
Un Embraer ERJ 135 de Delux Public Charter en el Salón Aeronáutico de Farnborough 2016, que opera para JetSuiteX en la antigua librea.

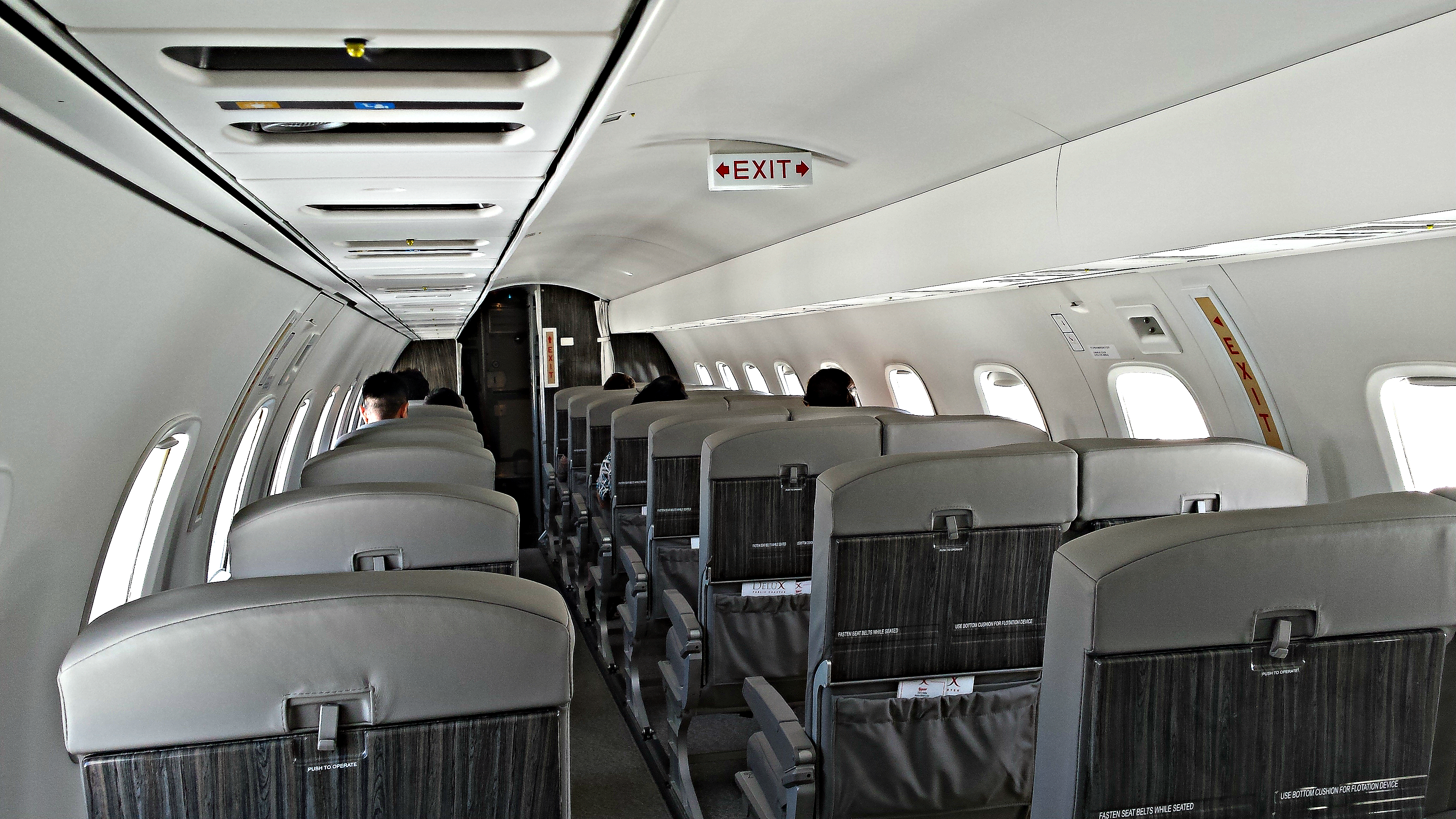
Cabina de un Embraer ERJ 135 de JSX, operado por Delux Public Charter.

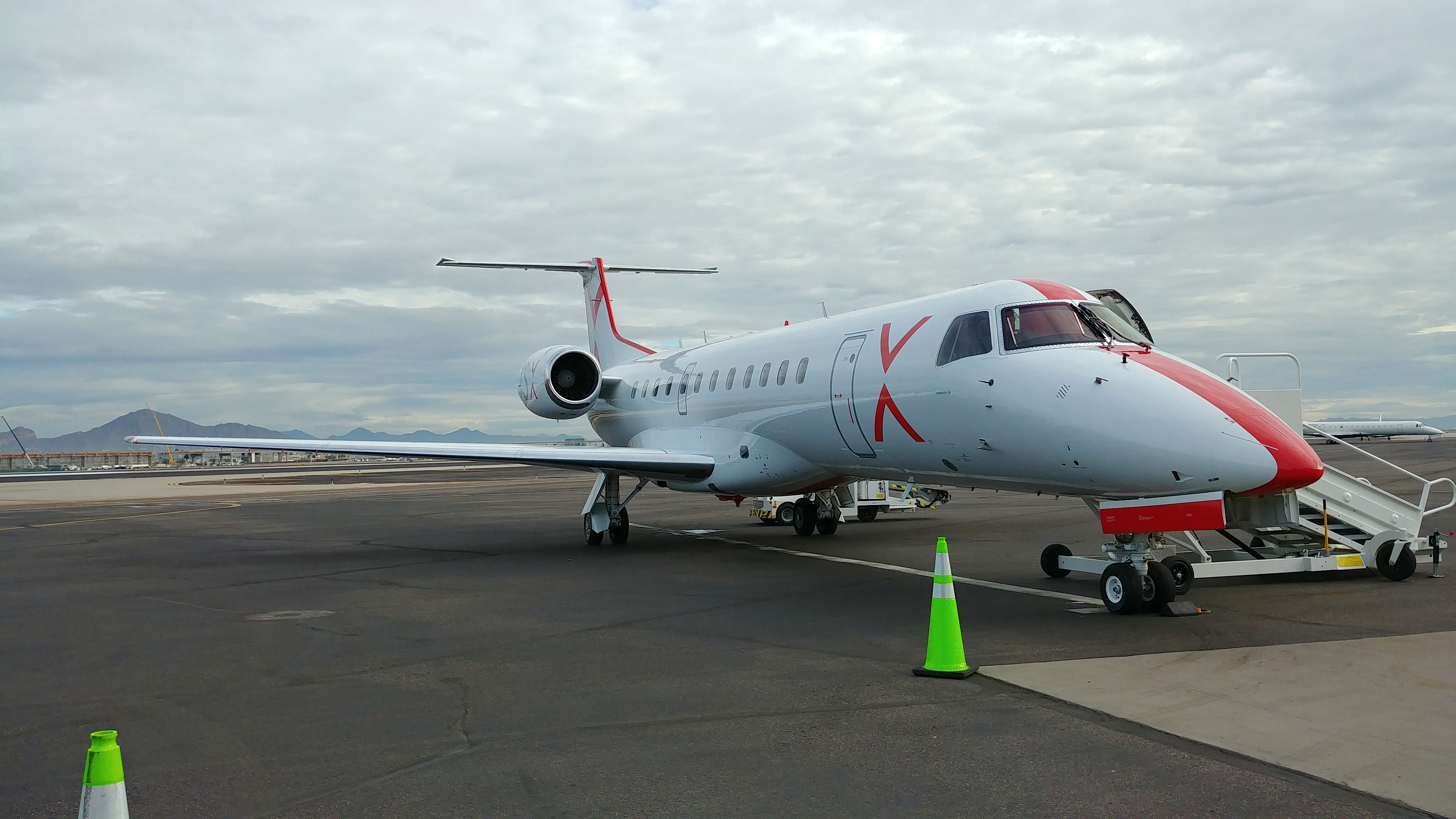
Un Embraer ERJ 135 de Delux Public Charter operando para JSX.

JSX sirve o ha servido anteriormente a los siguientes destinos en los Estados Unidos a julio de 2025:
| Estado                              | Ciudad                 | Aeropuerto                                         | Notas                 | Ref    |
| ----------------------------------- | ---------------------- | -------------------------------------------------- | --------------------- | ------ |
| Bahamas                             | Marsh Harbour          | Aeropuerto de Marsh Harbour                        | Finalizado            | [ 5 ]  |
| Estados Unidos (Arizona)            | Phoenix                | Aeropuerto Internacional de Phoenix-Sky Harbor     | Finalizado            |        |
| Estados Unidos (Arizona)            | Scottsdale             | Aeropuerto Municipal de Scottsdale                 | Centro de operaciones | [ 6 ]  |
| Estados Unidos (California)         | Burbank                | Aeropuerto de Hollywood Burbank                    | Centro de operaciones |        |
| Estados Unidos (California)         | Carlsbad               | Aeropuerto McClellan-Palomar                       |                       | [ 7 ]  |
| Estados Unidos (California)         | Concord                | Aeropuerto Buchanan                                |                       |        |
| Estados Unidos (California)         | Los Ángeles            | Aeropuerto Internacional de Los Ángeles            |                       |        |
| Estados Unidos (California)         | Mammoth Lakes          | Aeropuerto Mammoth Yosemite                        | Finalizado            |        |
| Estados Unidos (California)         | Monterey               | Aeropuerto Regional de Monterey                    | Estacional            |        |
| Estados Unidos (California)         | Napa                   | Aeropuerto de Napa County                          | Estacional            |        |
| Estados Unidos (California)         | Oakland                | Aeropuerto de Oakland de la Bahía de San Francisco |                       |        |
| Estados Unidos (California)         | Orange County          | Aeropuerto John Wayne                              |                       |        |
| Estados Unidos (California)         | San Diego              | Aeropuerto Internacional de San Diego              | Finalizado            |        |
| Estados Unidos (California)         | San José               | Aeropuerto Internacional de San José               | Finalizado            | [ 8 ]  |
| Estados Unidos (California)         | Valle de Coachella     | Aeropuerto Regional Jacqueline Cochran             | Finalizado            | [ 9 ]  |
| Estados Unidos (Carolina del Norte) | Pinehurst              | Aeropuerto de Moore County                         | Finalizado            | [ 10 ] |
| Estados Unidos (Colorado)           | Broomfield             | Aeropuerto Metropolitano Rocky Mountain            |                       | [ 11 ] |
| Estados Unidos (Colorado)           | Gunnison               | Aeropuerto Regional de Gunnison–Crested Butte      | Estacional            |        |
| Estados Unidos (Colorado)           | Rifle                  | Aeropuerto Regional de Garfield County             | Finalizado            |        |
| Estados Unidos (Florida)            | Boca Raton             | Aeropuerto de Boca Raton                           | Estacional            | [ 12 ] |
| Estados Unidos (Florida)            | Destin                 | Aeropuerto Ejecutivo de Destin                     | Estacional            |        |
| Estados Unidos (Florida)            | Miami                  | Aeropuerto Internacional de Miami                  | Finalizado            |        |
| Estados Unidos (Florida)            | Miami                  | Aeropuerto Ejecutivo de Miami-Opa Locka            | Centro de operaciones | [ 13 ] |
| Estados Unidos (Florida)            | Naples                 | Aeropuerto de Naples                               | Estacional            | [ 14 ] |
| Estados Unidos (Florida)            | Orlando                | Aeropuerto Internacional de Orlando                | Finalizado            |        |
| Estados Unidos (Florida)            | West Palm Beach        | Aeropuerto Internacional de Palm Beach             |                       | [ 14 ] |
| Estados Unidos (Montana)            | Bozeman                | Aeropuerto Gallatin Field                          | Finalizado            | [ 8 ]  |
| Estados Unidos(Nevada)              | Las Vegas              | Aeropuerto Internacional Harry Reid                | Centro de operaciones |        |
| Estados Unidos(Nevada)              | Reno                   | Aeropuerto Internacional de Reno-Tahoe             |                       |        |
| Estados Unidos (Nueva Jersey)       | Morristown             | Aeropuerto Municipal de Morristown                 | Estacional            | [ 12 ] |
| Estados Unidos (Nuevo México)       | Santa Fe               | Aeropuerto Municipal de Santa Fe                   | Estacional            |        |
| Estados Unidos (Nuevo México)       | Taos                   | Aeropuerto Regional de Taos Regional               | Estacional            |        |
| Estados Unidos (Nueva York)         | Condado de Westchester | Aeropuerot de Westchester County                   |                       |        |
| Estados Unidos (Tennessee)          | Nashville              | Aeropuerto Internacional de Nashville              | Finalizado            |        |
| Estados Unidos (Texas)              | Austin                 | Aeropuerto Internacional de Austin-Bergstrom       | Finalizado            | [ 15 ] |
| Estados Unidos (Texas)              | Austin                 | Aeropuerto Ejecutivo de Austin                     | Estacional            |        |
| Estados Unidos (Texas)              | Dallas                 | Aeropuerto Dallas Love                             | Centro de operaciones |        |
| Estados Unidos (Texas)              | Horseshoe Bay          | Horseshoe Bay Resort Jet Center                    | Finalizado            | [ 16 ] |
| Estados Unidos (Texas)              | Houston                | Aeropuerto William P. Hobby                        |                       |        |
| Estados Unidos (Texas)              | Lajitas                | Aeropuerto Internacional de Lajitas                |                       |        |
| Estados Unidos (Utah)               | Salt Lake City         | Aeropuerto Internacional de Salt Lake City         |                       | [ 14 ] |
| Estados Unidos (Washington)         | Seattle                | Aeropuerto Internacional de Seattle-Boeing Field   | Finalizado            |        |
| México                              | Cabo San Lucas         | Aeródromo Internacional de Cabo San Lucas          |                       |        |
| México                              | San José del Cabo      | Aeropuerto Internacional de Los Cabos              | Finalizado            |        |

### Acuerdos de código compartido
JSX no participa en ninguna de las principales alianzas aéreas globales, pero mantiene un acuerdo de código compartido con JetBlue Airways, que incluye su programa de fidelización TrueBlue.
Los pasajeros también pueden ingresar números MileagePlus de United Airlines para acumular millas en JSX.
Dado que todos los vuelos operan desde terminales privadas de operadores fijos, no hay acuerdos de emisión de billetes ni de equipaje en ninguna ubicación.

## Flota
A julio de 2025, la flota de JSX comprende los siguientes aviones, con una edad media de 24.2 años:
| ATR 42-600  | —  | 2 | 30 | Las entregas comienzan a finales de 2025. |  |  |
| Embraer 135 | 16 | — | 30 |                                           |  |  |
| Embraer 145 | 32 | — | 30 |                                           |  |  |
| Total       | 48 | 2 |    |                                           |  |  |